# VisualWorks
VisualWorks är en utvecklingsmiljö för Smalltalk utvecklad av Cincom. Den finns för flera olika plattformar, som Windows, Linux, Mac OS Classic 10, Solaris, handdatorer, m.fl. VisualWorks är plattformsoberoende och det som görs på en plattform kan genast flyttas och köras på en annan. Utvecklingsmiljön, som kommer med och är en central del av VisualWorks, kan också flyttas från plattform till plattform. Det enda man behöver på respektive plattform är en så kallad objektmaskin, vanligen kallad för virtuell maskin idag, på respektive plattform.

VisualWorks har ett rikt klassbibliotek som bl.a. innehåller utvecklingsmiljö, grafiska komponenter, socketar, gränssnittsbyggare, webbservrar, databaser, open gl, XML-stöd, CORBA, med mera med mera.